# Cyrtognatha waorani
Cyrtognatha waorani là một loài nhện trong họ Tetragnathidae.
Loài này thuộc chi Cyrtognatha. Cyrtognatha waorani được miêu tả năm 2009 bởi Dimitrov & Hormiga.